# NGC 2052
NGC 2052 је емисиона маглина у сазвежђу Златна риба која се налази на NGC листи објеката дубоког неба.
Деклинација објекта је - 69° 46' 27" а ректасцензија 5h 37m 11,1s. Привидна величина (магнитуда) објекта NGC 2052 износи 11,7. NGC 2052 је још познат и под ознакама ESO 56-EN176.